# Ludwig Winter (Politiker, 1894)

Ludwig Winter

Friedrich Ludwig Winter (* 16. August 1894 in Barntrup; † 4. Dezember 1956 in Poggenhagen) war ein deutscher Politiker (NSDAP).

## Leben und Wirken
Nach dem Besuch der Volksschule im lippischen Barntrup besuchte Winter die berufliche Fortbildungsschule in Barntrup. Anschließend war er zweieinhalb Jahre als Wickelmacher in der Tabakindustrie tätig, um dann bis zum Ausbruch des Ersten Weltkriegs auf mehreren Ziegeleien zu arbeiten.
Ab dem 29. Dezember 1914 nahm Winter am Ersten Weltkrieg teil, in dem er bis zu seiner Entlassung am 21. November 1918 an der West- und Ostfront kämpfte. Im Krieg wurde er mit dem Eisernen Kreuz II. Klasse, dem Lippischen Kriegsverdienstkreuz und dem Verwundetenabzeichen in schwarz ausgezeichnet. Nach dem Krieg arbeitete Winter als Bauarbeiter.
1925 trat Winter in die NSDAP ein. Im Januar 1932 wurde er zum Kreisleiter im Landkreis Springe ernannt. Im November 1929 übernahm er sein erstes öffentliches Amt als Bürgervorsteher in Pattensen an der Leine. Hinzu kamen seit März 1933 Ämter als Kreisdeputierter und Provinziallandtagsabgeordneter. Ab Anfang April 1936 war er Kreisleiter im Landkreis Neustadt.
Vom 12. November 1933 bis zum Ende der NS-Herrschaft im Frühjahr 1945 saß Winter als Abgeordneter für den Wahlkreis 16 (Südhannover-Braunschweig) im nationalsozialistischen Reichstag.